# Арабская хартия прав человека
Арабская хартия прав человека (араб. الميثاق العربي لحقوق الإنسان‎) — международный договор, принятый Лигой арабских государств в 2004 году и вступивший в силу в 2008 году. Основой Хартии являются исламские нормы. Хартия предусматривает создание комитета, который уполномочен рассматривать доклады государств-участников.
Верховный комиссар ООН по правам человека Луиза Арбур приветствовала вступление Хартии в силу, затем, после письма протеста от «UN Watch», высказала критику Хартии за то, что она приравнивает сионизм к расизму, за подход к правам женщин и иностранцев, а также за допущение смертной казни в отношении несовершеннолетних. Также хартия критикуется «Международной амнистией» и Международной комиссией юристов.

## Ратификация и вступление в силу
Договор принят Лигой арабских государств в 2004 году и вступил в силу в 2008 году, после ратификации семью участниками ЛАГ (первая версия хартии была принята в 1994 году, но была подписана лишь Ираком, по другим данным — ратифицирована лишь Иорданией, а в силу так и не вступила).
По состоянию на 2013 год, по данным Международного института права бесприбыльных организаций, конвенцию ратифицировали Иордания, Бахрейн, Ливия, Алжир, ОАЭ, Палестина, Йемен, Ирак, Кувейт, Ливан, Катар, Саудовская Аравия, Сирия. Подписали, но не ратифицировали — Судан, Марокко, Египет, Тунис. По данным руководителя Проекта защиты (Университет Джонса Хопкинса) на 2014 год, участники конвенции — Иордания, Бахрейн, Ливия, Алжир, ОАЭ, Палестина, Йемен, Ирак, Кувейт, Судан, Катар, Саудовская Аравия, Сирия.
На англоязычной версии сайта ЛАГ на 2014 год указывается, что хартию подписали 16 стран и 11 ратифицировали, конкретные страны не указаны. На 2018 год, хартию ратифицировало 14 стран.
В 2014 году был принят устав Арабского суда по правам человека, который будет компетентен рассматривать споры о выполнении Хартии между государствами-участниками и, с особого разрешения соответствующего государства, между государством и частными лицами.